# Denis McBride
Pour les articles homonymes, voir McBride.
Pas d'image ? Cliquez ici

a Compétitions nationales et continentales officielles uniquement.

b Matchs officiels uniquement.
Dernière mise à jour le 12 février 2024.
William Denis McBride est né le 9 septembre 1964 à Belfast (Irlande du Nord). C’est un ancien joueur de rugby à XV, qui jouait avec l'équipe d'Irlande de 1988 à 1997, évoluant au poste de troisième ligne aile (1,80 m et 90 kg).

## Carrière
Il a eu sa première cape internationale le 5 mars 1988, à l’occasion d’un match contre l'équipe du pays de Galles. 
Il a participé au Tournoi des Cinq Nations de 1988 à 1997.
Miller a disputé trois matchs pendant la Coupe du monde 1995.

## Palmarès
- 32 sélections
- Sélections par année : 4 en 1988, 1 en 1989, 3 en 1990, 5 en 1993, 4 en 1994, 6 en 1995, 4 en 1996, 5 en 1997
- Tournois des cinq/six nations disputés : 1988, 1989, 1990, 1993, 1994, 1995, 1996, 1997
- Participation à la coupe du monde 1995.